# Gradsko kazalište Trešnja
Gradsko kazalište Trešnja, prvotnog naziva Malo kazalište Trešnjevka, osnovano je 1969. godine u zagrebačkom naselju Trešnjevka kao profesionalno kazalište za djecu. Desetak godina poslije stvara se stalni glumački ansambl i raste prateća ekipa tehničkih suradnika.

## Povijest
1954. godine utemeljeno kao Pionirsko amatersko kazalište. Nakon više od 300 izvedbi i prve nagrade na prvom Festivalu djeteta u Šibeniku ( s predstavom "Timpetil, grad bez roditelja"), 1969. godine postaje profesionalno kazalište pod nazivom Malo kazalište Trešnjevka. Početkom osamdesetih godina prošlog stoljeća, Malo kazalište Trešnjevka mijenja naziv u Kazalište Trešnja, a osim predstava za djecu razvija se i večernja scena. 1999. godine gradi se nova zgrada, te Kazalište Trešnja postaje najveće dječje kazalište u Hrvatskoj. Nastala prema projektu arhitekta Andrije Mutnjakovića, Trešnja je danas, zahvaljujući svojoj ljepoti i prepoznatljivosti, jedna od najposebnijih građevina u Zagrebu.
Kroz desetljeća članovi ansambla bili su neki od najnagrađivanijih hrvatskih glumaca kao što su Rakan Rushaidat, Daria Lorenci, Bojan Navojec, Živko Anočić, Senka Bulić, Saša Anočić, Radovan Ruždjak, Aleksandra Naumov... Predstave stvaraju redatelji kao što su Dora Ruždjak Podolski, Rene Medvešek, Saša Anočić i Saša Božić. Jedna od najuspješnijih predstava u povijesti bila je Ljepotica i Zvijer koja je postigla nezapamćen uspjeh kod publike i kazališne kritike, a Kazalište Trešnju je pridružila dugačkom popisu svjetskih metropola u kojima je rušila rekorde gledanosti. Ova je predstava osvojila čak 6 nagrada hrvatskog glumišta u različitim kategorijama.
Kazalište često gostuje na brojnim dječjim festivalima u zemlji i inozemstvu, kao i u drugim oblicima (predstave u vrtićima, školama, učilištima, dvoranama i na trgovima).

## Nagrade
2012.
5. festival hrvatske drame za djecu Mali Marulić u Splitu: 
Nagrada za najbolju predstavu u cjelini – predstavi RENT A FRIEND 
Nagradu za najbolju žensku ulogu – ALEKSANDRI NAUMOV za ulogu u predstavi RENT A FRIEND 
Nagrada za najbolju predstavu prema ocjeni dječjeg ocjenjivačkog suda - predstavi RENT A FRIEND 

2011.
Dodjelom nagrada hrvatskoga glumišta 2011. osvojene su nagrade: 

Za najbolju lutkarsku predstavu ili za predstavu za djecu i mladež - predstava "VELI JOŽE", V. Nazora u režiji Zorana Mužića. 

Za najbolje glumačko ostvarenje u lutkarskim predstavama ili za predstavama za djecu i mladež /muška uloga - JERKO MARČIĆ, za ulogu Velog Jože u predstavi "Veli Jože". 

14. Susreti profesionalnih kazališta za djecu i mlade Hrvatskog centra ASSITEJ-a: 

Nagrada za najbolje glumačko ostvarenje za mušku ulogu u predstavi "Tijelo", autora Ksenije Zec i Saše Božića. - Damir Klemenić 

Međunarodni festival u Kotoru: 

glavna nagrada za predstavu u kategoriji dramskog kazališta za djecu - VIS ŽIVOTINJE 

4. festival hrvatske drame za djecu Mali Marulic u Splitu: 

Nagrada za najbolju predstavu – predstavi VIS ŽIVOTINJE 

Nagrada za najbolju kolektivnu igru – predstavi VIS ŽIVOTINJE 

Nagrada za scenski pokret – Ksenija Zec za predstavu VIS ŽIVOTINJE 

Nagrada za scenski pokret – Ksenija Zec za predstavu TIJELO 

Nagrada za najbolju scensku glazbu – Damir Šimunović za predstavu VIS ŽIVOTINJE 

Nagrada za najbolju scensku glazbu – Damir Šimunović za predstavu TIJELO 

Naj, naj naj festival 2011. predstava "Veli Jože" osvojila je nagrade u dvije kategorije: 

Nagrada za najbolju režiju - Zoran Mužić za predstavu Veli Jože 

Nagrada za najbolju mušku ulogu - Radovan Ruždjak za ulogu Civette u predstavi Veli Joze 

2010.
Naj, naj naj festival 2010. predstava "VIS Životinje" osvojila je nagradu: 

Nagrada za najbolju sporednu žensku ulogu – Maja Posavec u predstavi VIS Životinje 

Nagrada hrvatskog glumišta: 

nominacija Rakanu Rushaidatu za najbolju mušku ulogu u predstavi VIS Životinje 

2009.Dodjelom nagrada hrvatskoga glumišta 2009. osvojene su nagrade: 

Za najbolju lutkarsku predstavu ili predstavu za djecu i mladež – DRAMA- Muška uloga: Saša Anočić za ulogu Vojnika u predstavi "Ne, prijatelj" Nina d’Introna – Giacoma Ravicchia u režiji Renea Medvešeka 

Za najbolju lutkarsku predstavu ili predstavu za djecu i mladež – DRAMA: "Ne, prijatelj" Nina d’Introna – Giacoma Ravicchia u režiji Renea Medvešeka 

33. Dani satire, osvojena je nagrada: 

Od pet ravnopravnih glumačkih nagrada jednu je osvojio Saša Anočić, za ulogu vojnika u predstavi "Ne,prijatelj!" 

Naj, naj naj festival 2009. predstavA "Ne,prijatelj!" osvojila je nagrade u dvije kategorije: 

za najbolju predstavu u cjelini 

za najboljeg glumca - Saša Anočić 

2008.
Dodjela nagrada hrvatskog glumišta 2008. protekla je u znaku Trešnje; od 11 nominacija, nagrade su osvojene u 8 kategorija: 

nagrada za najbolji mjuzikl (predstava "Ljepotica i Zvijer") 

nagrada za najbolje redateljsko ostvarenje OPERETA/MJUZIKL (Dora Ruždjak Podolski za predstavu "Ljepotica i Zvijer") 

nagrada za najbolju mušku ulogu OPERETA/MJUZIKL (Radovan Ruždjak za ulogu Gastona u predstavi "Ljepotica i Zvijer") 

nagradu za najbolju žensku ulogu OPERETA/MJUZIKL (Renata Sabljak za ulogu Belle u predstavi "Ljepotica i Zvijer") 

nagrada za najbolje glumačko ostvarenje glumaca do 28 godina (Vanda Winter za ulogu Belle u predstavi "Ljepotica i Zvijer") 

nagrada za kostimografiju (Barbara Bourek za predstavu "Ljepotica i Zvijer") 

nagrada za najbolju mušku ulogu u predstavama za djecu (Sanja Hrenar za ulogu Olivera Twista u predstavi "Oliver Twist") 

nagrada za najbolju žensku ulogu u predstavama za djecu (Aleksandra Naumov za ulogu Betsy u predstavi "Oliver Twist") 

2004.Kazalištu "Trešnja" dodijeljena je POVELJA GRADA ZAGREBA za 50. obljetnicu rada.Povelja Grada Zagreba dodijeljena 2004. godine GK Trešnja u kategoriji Lutkarskih predstava i predstava za djecu i mladež.1981.Zlatna ruža dodijeljena je na međunarodnom festivalu H.C. Andersena u Danskoj 1981. godine.Najbolja glumica u predstavi: 

Hrvatsko društvo dramskih umjetnika dodijelilo je Senki Bulić nagradu za najbolju glumicu u predstavi "Andersenove priče" 

## Vanjske poveznice
Mrežna mjesta
- Gradsko kazalište Trešnja, službena stranica